# Uciekające kurczaki
Uciekające kurczaki (ang. Chicken Run) – amerykańsko-francusko-brytyjski film stop motion z 2000 roku, produkcji Aardman Animations, w reżyserii Nicka Parka i Petera Lorda. W 2022 r. ogłoszono kontynuację filmu pod nazwą „Chicken Run: Dawn of the Nugget” która będzie mieć premierę w 2023 r. w serwisie streamingowym Netflix

## Opis fabuły
Głównymi motywami Uciekających Kurczaków są wykorzystywanie kur, trzymanie ich w bestialskich warunkach. Czasami kwoki próbowały uciekać, ale zawsze łapały je psy właściciela farmy – która przypomina obóz koncentracyjny, w którym kury pod groźbą śmierci musiały znosić jaja.
Przywódczynią kur jest Ginger, rekordzistka w podejmowaniu nieudanych prób ucieczki
(postać wzorowana na bohaterze Wielkiej ucieczki, kapitanie „The Cooler King” Hiltsie, granym przez Steve’a McQueena). Niespodziewanie do obozu trafia kogut Rocky, który wmawia kurom, że potrafi latać oraz nauczy je tej trudnej sztuki.
Kiedy kury dowiadują się, że właścicielka fermy skonstruowała maszynę do przetwarzania kur na placki, co oznacza rychłą śmierć dla nich wszystkich, podejmują ostatnią desperacką próbę ucieczki – konstruują maszynę latającą.

## Obsada
- Phil Daniels – Fetcher
- Lynn Ferguson – Mac
- Mel Gibson – Rocky
- Tony Haygarth – Pan Tweedy
- Jane Horrocks – Babs
- Miranda Richardson – Pani Tweedy
- Julia Sawalha – Ginger
- Timothy Spall – Nick
- Imelda Staunton – Bunty

## Wersja polska
Opracowanie wersji polskiej: Start International Polska

Reżyseria: Joanna Wizmur

Dialogi polskie: Bartosz Wierzbięta

Wystąpili
- Robert Czebotar – Rocky
- Izabella Bukowska – Ginger
- Marcin Troński – Nick
- Elżbieta Kopocińska-Bednarek – Babs
- Antonina Girycz – pani Tweedy
- Jan Kulczycki – pan Tweedy
- Edyta Olszówka – Mac
- Włodzimierz Bednarski – Fowler
- Mieczysław Morański – Fetcher
- Teresa Lipowska – Bunty

## Nagrody Annie
| Nagroda                          | Zwycięzca / Nominowany |
| -------------------------------- | ---------------------- |
| Najlepszy film (nominacja)       |                        |
| Najlepsza Reżyseria (nominacja)  | Nick Park Peter Lord   |
| Najlepszy Scenariusz (nominacja) | Karey Kirkpatrick      |

## Ekipa
| Zawód                | Nazwisko                                    |
| -------------------- | ------------------------------------------- |
| Reżyseria            | Nick Park Peter Lord                        |
| Producent            | Peter Lord David Sproxton Nick Park         |
| Pomysł               | Peter Lord Nick Park                        |
| Scenariusz           | Karey Kirkpatrick                           |
| Producent wykonawczy | Jake Eberts Jeffrey Katzenberg Michael Rose |
| Asystent producenta  | Lenny Young                                 |
| Muzyka               | Harry Gregson-Williams John Powell          |
| Zdjęcia              | Dave Alex Riddett                           |
| Scenografia          | Phil Lewis                                  |
| Montaż               | Mark Solomon                                |

## Ścieżka dźwiękowa
- „Ave Maria”

• Tekst: Franz Schubert
• Wykonanie: Gracie Fields
- „Barwick Green”

• Tekst: Arthur Wood
- „Flip Flop and Fly”

• Tekst: Charles Calhoun
• Wykonanie: Ellis Hall
- „Sobre las olas (Over the Waves)”

• Tekst: Juventino Rosas
- „The Wanderer”

• Tekst: Ernie Maresca
• Wykonanie: Dion DiMucci